# Японія в Першій світовій війні
Японія брала участь у Першій світовій війні на боці Антанти. Участь Японії в цій війні мала свою специфіку.
У Японії армійське командування мало більшу вагу, ніж флотське. На Англо-німецьку війну ці два види збройних сил дивилися з прямо протилежних точок зору. Японська армія була побудована по прусському зразку і навчена німецькими офіцерами; японський флот створювався з допомогою Великої Британії і навчався на англійський манер. Усе це слугувало джерелом постійних суперечок у японському керівництві. Середній японець при цьому взагалі не розумів, навіщо потрібно воювати: у Японії ніхто не відчував ніякої загрози з боку Німеччини. Тому японський уряд, підтримуючи Антанту, старалося не давати громадськості занадто багато інформації про війну. Британський офіцер Малькольм Кеннеді, який відвідав японську глибинку, був вражений тим, що селяни, з якими він розмовляв, навіть не підозрювали, що їх країна веде війну.

## Передумови вступу Японії у війну
Незважаючи на укладення англо-японського союзу, експансія Японії в Азії викликала серйозні побоювання у Великої Британії. Британський міністр закордонних справ сер Едвард Грей боявся, що в разі участі у війні Японія розширить свої володіння понад всяких меж. Незважаючи на всі заперечення Адміралтейства, він намагався перешкодити вступу Японії у війну. 1 серпня 1914 року Грей повідомив своєму японському колезі Като, що Великій Британії потрібна допомога тільки в разі атаки далекосхідних колоній. Грей побоювався не тільки японської експансії, але й реакції Австралії, Нової Зеландії та Сполучених Штатів на таку експансію.
Однак Перший лорд Адміралтейства Вінстон Черчилль мав зовсім інший погляд на ці речі. У зв'язку з тим, що всі британські дредноути були зосереджені в Європі, на Тихому океані залишилися тільки старі кораблі. Відстоюючи правильність такого розташування сил, Черчілль у березні 1914 року під час виступу у палаті громад заявив, що поразка головних сил британського флоту в Європі зробить маленьку ескадру на Тихому океані безпорадною. Люба британська ескадра в цьому районі неминуче буде поступатися головним силам флоту європейських супротивників. Черчілль заявив, що:

…два або три дредноута в австралійських водах будуть марні після поразки британського флоту у вітчизняних водах.

Така політика вела до зростання залежності Великої Британії від союзників. Франція взяла на себе відповідальність за Середземне море, а Японія повинна була зіграти головну роль у захисті китайських морів. 11 серпня 1914 року Черчілль, побоюючись, що Грей все-таки виступить проти участі Японії у війні або намагатиметься обмежити таку участь, заявив йому:

Я думаю, що ви можете остаточно розхолодити їх. Я не бачу середини між їх участю і неучастю. Якщо вони вступлять у війну, ми повинні вітати їх як товаришів. Ваша остання телеграма в Японію майже ворожа. Я боюся, що просто не розумію ходу ваших думок, і в цьому аспекті не можу слідувати вашим намірам. Ця телеграма змушує мене тремтіти. Ми всі складаємо єдине ціле, і я хотів би надавати всіляку підтримку вашої політики. Але я категорично заперечую проти перешкод японцям. Ви легко можете завдати смертельного удару нашим відносинам, наслідки якої будуть відчуватися ще дуже довго. Шторм ось-ось вибухне.

Виступ Черчілля допомогло змінити позицію Грея.
Японський уряд 15 серпня 1914 року висунув Німеччині ультиматум, вимагаючи відкликання німецьких військ із Тихого океану. Від німців вимагали вивести кораблі з Циндао, підірвати укріплення порту і передати Японії Шаньдунський півострів. Японці також вимагали передачі їм німецьких тихоокеанських колоній. Не отримавши відповіді на ультиматум, Японія 23 серпня 1914 року імператорським маніфестом оголосила війну Німеччині:

Цим ми оголошуємо війну Німеччині і наказуємо нашим армії і флоту відкрити військові дії проти цієї Імперії, з усією міццю…

З виникненням цієї війни в Європі, на тяжкі наслідки якої ми дивимося з великим сумом, ми, зі свого боку, плекали надію зберегти мир на Далекому Сході, дотримуючись строгого нейтралітету. Але Німеччина бере в Цзяочжоу нагальні військові приготування, а її озброєні кораблі, які знаходяться у водах Східної Азії, загрожують нашій торгівлі і торгівлі наших союзників.
І ось із глибокою скорботою ми, незважаючи на нашу відданість справі миру, були змушені оголосити війну… Ми глибоко бажаємо, щоб завдяки відданості, боргу і відвазі наших вірних підданих світ був незабаром відновлений і сяяла слава імперії.

25 серпня Японії оголосила війну Австро-Угорщині. Вступ Японії у війну на боці Антанти дозволило Росії перекинути сибірські корпуси на європейський театр військових дій.

## Кампанія 1914 року
Основна стаття: Облога Циндао
Підготовка до операції проти німецької військово-морської бази Циндао почалася ще 16 серпня, коли в Японії був виданий наказ про мобілізацію 18-ї піхотної дивізії. З моменту опублікування японського ультиматуму японське населення почало потайки залишати Циндао, і до 22 серпня там не залишилося жодного японця.
Відповідно до угоди між представниками Англії, Франції і Японії, японський флот відповідав за безпеку в зоні на північ від Шанхаю. Тому до 26 серпня було встановлено наступне розгортання японського флоту:
- 1-ша японська ескадра — розташування у водному районі на північ від Шанхаю для захисту морських шляхів.
- 2-га ескадра — безпосередні дії проти Циндао.
- 3-тя ескадра (із 7 крейсерів) — забезпечення району між Шанхаєм і Гонконгом.
- Крейсери «Ібукі» і «Чікума» у складі англійської ескадри адмірала Джерама беруть участь у пошуках в Океанії німецьких кораблів ескадри адмірала Шпее.

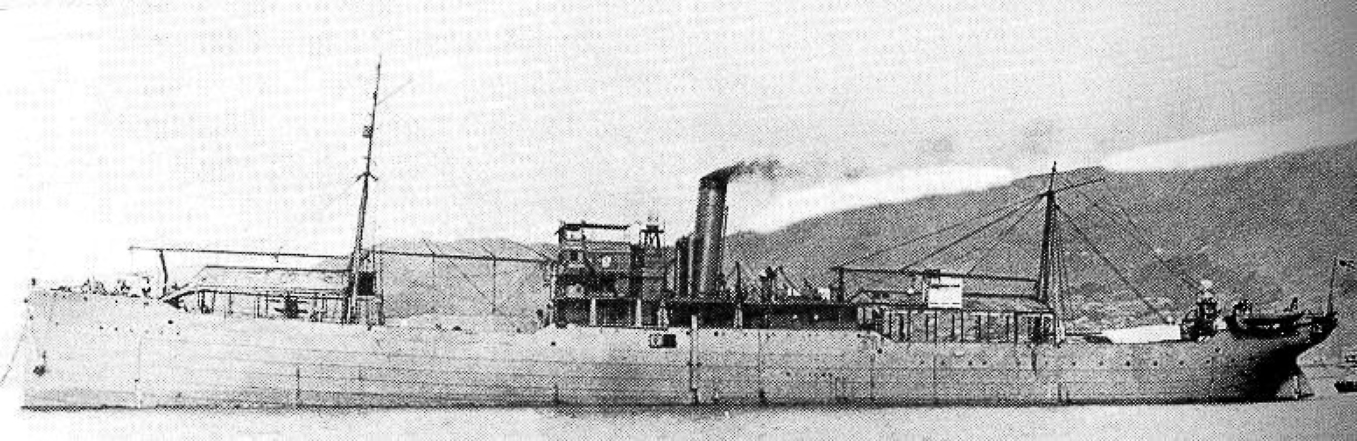
Японська авіаматка «Вакамія»

Операція проти Циндао проводилася переважно японськими силами при символічній участі англійського батальйону:
- 2 вересня японські війська розпочали висадку на Шаньдунському півострові на території нейтрального Китаю.
- 22 вересня у Вейхайвей прибув англійський загін.
- 27 вересня розпочався наступ на передові німецькі позиції у Циндао.
- 17 жовтня був узятий важливий пункт — гора «Принц Генріх», на ній був встановлений спостережний пост і Японії були витребувані облогові знаряддя.
- До 31 жовтня всі були готові до загальної атаки і бомбардування фортів.
- Бомбардування розпочалася 5 листопада, але перші три дні погода не дозволяла флоту взяти в ній участь.
- Попередньо затопивши всі кораблі, німці 7 листопада капітулювали. Під час облоги Циндао японці вперше в історії застосували морську авіацію проти наземних цілей, яка базувалася на авіаматці «Вакамія» гідролітаки бомбили цілі на території Циндао.

Поки 2-га ескадра Камімура допомагала захопити Циндао, кораблі 1-ї ескадри приєдналися до британських і австралійських кораблів у пошуках ескадри фон Шпее. Відразу після початку війни віцеадмірал Ямая послав лінійний крейсер «Конго» до Мідуея, щоб контролювати комунікації, що проходять через цей район. Броненосний крейсер «Ідзумо», що перебував біля берегів Мексики, отримав наказ захищати союзне судноплавство біля берегів Америки. 26 серпня адмірал Ямая направив броненосний крейсер «Ібукі» і легкий крейсер «Чікума» у Сінгапур, щоб посилити флот союзників у Південно-Східній Азії. «Чікума» взяв участь у пошуках «Емдена», які велися в Голландській Ост-Індії та в Бенгальській затоці. Адмірал Мацумура разом із лінкором «Сацума» і крейсерами «Яхагі» і «Хірадо» патрулював на морських комунікаціях, що ведуть до Австралії.
Нагальні завдання змусили «Ібукі» перейти із Сінгапуру у Веллінгтон: він першим із японських кораблів взяв участь у супроводі транспортів із військами АНЗАКа на Близький Схід, прикриваючи їх від можливого нападу німецького крейсера «Емден». Японці також забезпечували перевезення французьких військ із Індокитаю.
У жовтні 1914 року японська ескадра адмірала Седжіро, посилена британськими кораблями, шукала німецькі рейдери в Індійському океані. 1 листопада 1914 року японці погодилися з проханням англійців запровадити патрулювання зони на схід від 90-го меридіана. Велика частина ескадри адмірала Седжіро і прибулі з Циндао кораблі до кінця місяця охороняли вказаний район. Після прибуття в Гонолулу німецької канонерки «Геєр», броненосець «Хідзен» і крейсер «Асама» підійшли до порту і перебували там, поки 7 листопада «Геєр» не був інтернований американською владою. Потім «Хідзен» і «Асама» разом з «Ідзумо» почали прочісувати берега Південної Америки, намагаючись знайти німецькі кораблі.
Незважаючи на формальний союз, між Японією з одного боку і Австралією і Новою Зеландією з іншого розгорнулася гонка за захоплення німецьких володінь у Тихому Океані. 12 вересня Японія заявила про занятті Каролінські і Маріанські острови, а 29 вересня — про захоплення Маршаллових островів. 12 жовтня ескадра адмірала Ямаї з'явилася в гавані Трука на Каролінських островах, а ескадра Мацумурі 1 жовтня захопила німецький порт Рабаул на острові Нова Британія. 7 жовтня вона прибула на острів Яп (Каролінські острови), де зустріла німецьку канонерку «Планет», поспішно затоплену екіпажем. Новозеландські війська встигли висадитися на Самоа під самим носом у японців.
До кінця 1914 року японський і британський уряди з важкістю врегулювали питання про захоплення німецьких володінь на Тихому океані. Щоб уникнути нових інцидентів, англійці погодилися, що війська Британської співдружності не будуть діяти північніше екватора.
У 1914 році Японія повернула Росії два броненосці і крейсер, захоплені під час Російсько-японської війни.

## Кампанія 1915 року
Оскільки війна на європейському театрі прийняла затяжний характер, фактично Японія отримала повну свободу дій на Далекому Сході, і скористалася нею в повній мірі. У січні 1915 року Японія передала президенту Китаю Юань Шикаю документ, який увійшов в історію як «Двадцять одна вимога». Японо-китайські переговори проходили з початку лютого до середини квітня 1915 року. Китай не зміг надати дієвого опору Японії, і «Двадцять одну вимогу» (за винятком 5-ї групи, що викликала відкрите обурення західних держав) було прийнято урядом.
У лютому 1915 року, коли в Сінгапурі спалахнув заколот індійських частин, десант японської морської піхоти, висаджений із крейсерів «Цусіма» і «Отова», придушив його спільно з британськими, французькими та російськими військами.
У цьому ж році японський флот надав велику допомогу в полюванні за німецьким крейсером «Дрезден». Він також охороняв американський порт Маніла, щоб німецькі кораблі не могли ним скористатися. Протягом всього року японські кораблі, що базуються в Сінгапурі, патрулювали Південнокитайське море, море Сулу і берег Голландської Ост-Індії.

## Кампанія 1916 року
У лютому 1916 року Велика Британія знову запросила допомоги у Японії. Після загибелі кількох суднен на мінах, встановлених німецькими допоміжними крейсерами, потрібно було збільшити кількість кораблів, що полюють за цими рейдерами. Японський уряд відправив у Сінгапур флотилію есмінців, щоб охороняти Малаккську протоку. Для патрулювання в Індійському океані була виділено дивізію крейсерів. У кількох випадках японські кораблі виходили до острова Маврикій і до берегів Південної Африки. Найбільш сильні й сучасні легкі крейсера «Чікума» і «Хірадо» супроводжували військові конвої з Австралії і Нової Зеландії.
У грудні 1916 року Велика Британія придбала в Японії 6 торгових суден місткістю 77 500 GRT.

## Кампанія 1917 року
У січні 1917 року Японія, використовуючи напружене становище на фронтах у Європі, зажадала від Великої Британії формальних зобов'язань щодо передачі їй прав на колишні німецькі орендовані володіння в Шаньдуні на мирній післявоєнній конференції. У відповідь на заперечення англійців японці заявили, що просять не більше росіян, яким було обіцяно Константинополь. Після довгих обговорень, у середині лютого японський уряд отримав від Великої Британії, а потім від Франції та Росії відповідні секретні зобов'язання. Ця домовленість Японії з країнами Антанти не була відома Сполученим Штатам до самого початку мирної конференції у Версалі.
У лютому 1917 року японці погодилися розширити свою участь у війні і поширити зону патрулювання свого флоту до мису Доброї Надії. Японський флот також включився в захист судноплавства у східних берегів Австралії і Нової Зеландії.
У травні 1917 року англійці попросили японців доставити в Європу завербованих у Китаї робітників.
У середині 1917 року адмірал Джелліко запропонував придбати в Японії два лінійних крейсера, але японський уряд навідріз відмовилося продавати або передавати англійцям якісь кораблі.
У 1917 році Японія за 5 місяців побудувала для Франції 12 есмінців типу «Каба»; японські моряки призвели ці кораблі на Середземне море і передали французам.
2 листопада видатний дипломат Ішія Кікуджіро підписав із держсекретарем США Р. Лансінгом «угоду Лансінг-Ісія», яке дозволило американцям перевести частину кораблів в Атлантику на допомогу англійцям. За секретною угодою японські кораблі патрулювали гавайські води до кінця війни.

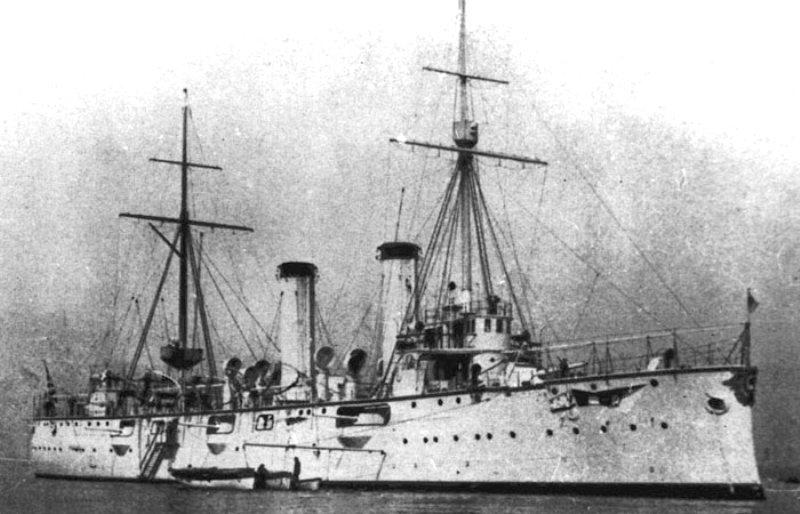
Японський бронепалубний крейсер «Акаші»

11 березня перші японські кораблі (легкий крейсер «Акаші», а також 10-та і 11-та флотилія есмінців) вирушили через Аден і Порт-Саїд на європейський театр військових дій. Вони прибули на Мальту в найгірший для союзників період. І хоча прибуття 1 крейсера і 8 есмінців не могли змінити ситуацію на Середземному морі, тим не менш, японці отримали найважливіше завдання — супроводжувати військові транспорти, які везли підкріплення у Францію. Японські кораблі супроводжували транспорти з Єгипту прямо до Франції; на Мальту вони заходили тільки якщо конвої формувалися на цьому острові. Так як підводні човни на Середземному морі діяли все активніше, японськими моряками були тимчасово укомплектовані дві британські канонерки і два есмінця; чисельність японської ескадри на Середземному морі досягла 17 кораблів. 21 серпня контр-адмірал Джордж Е. Баллард, командувач морськими силами на Мальті, повідомив в Адміралтейство:

Французькі стандарти ефективності нижче британських, проте італійські стандарти ще нижчі. З японцями все інакше. Есмінці адмірала Сато містяться в абсолютно справному стані та проводять у морі стільки ж часу, скільки і наші кораблі. Більше того, японці абсолютно незалежні у питаннях командування і постачання, тоді як французи нічого не будуть робити самостійно, якщо цю роботу можна перекласти на інших. Ефективність японців дозволяє їхнім кораблям проводити в морі більше часу, ніж будь-якому іншому британському союзникові, що збільшує ефект присутності японських кораблів на Середземному морі.

## Кампанія 1918 року
Під час німецького весняного наступу на Західному фронті англійцям треба було перекинути велику кількість військ із Близького Сходу в Марсель. Японські кораблі допомогли в критичні місяці квітня і травня переправити через Середземне море понад 100 000 британських солдатів. По завершенні кризи японські кораблі зайнялися забезпеченням перевезення військ із Єгипту в Салоніки, де союзники готували осінній наступ. До кінця війни японська ескадра провела через Середземне море 788 транспортів союзників і допомогла перевезти понад 700 000 солдатів. Японська ескадра мала 34 зіткнення з німецькими і австрійськими підводними човнами, у яких отримали пошкодження есмінці «Мацу» і «Сакакі».
Після перемир'я Друга Спеціальна Ескадра адмірала Сато була присутня при здачі Німецького флоту. Як трофеї Японії були передані 7 підводних човнів. Останні японські кораблі повернулися в Японії 2 липня 1919 року.